# 5282 Яматотакеру
5282 Яматотакеру (5282 Yamatotakeru) — астероїд головного поясу, відкритий 2 листопада 1988 року.
Тіссеранів параметр щодо Юпітера — 3,311.
Названо на честь Ямато Такеру (яп. やまとたける(倭建)).